# Crêt de la Neige
Crêt de la Neige este cu o altitude de 1718 metri cel mai înalt vârf  din Jura, din departamentul Ain, Franța.